# René Cabrera
René Cabrera (* 21. Oktober 1925; † unbekannt) war ein bolivianischer Fußballspieler. Der Mittelfeldspieler nahm mit der bolivianischen Nationalmannschaft an der Fußball-Weltmeisterschaft 1950 teil. 

## Karriere

### Verein
Auf Vereinsebene spielte René Cabrera von 1948 bis 1954 für Jorge Wilstermann. Weitere Daten über seine Vereinskarriere sind nicht bekannt.

### Nationalmannschaft
Cabrera debütierte in der Nationalmannschaft beim Campeonato Sudamericano 1949 beim 3:2-Erfolg gegen Chile. Mit vier Siegen und drei Niederlagen erreichte Bolivien den vierten Rang. Cabrera nahm 1950 an der Weltmeisterschaft in Brasilien teil. Dort kam er bei der 0:8-Niederlage im einzigen Spiel gegen den späteren Weltmeister Uruguay nicht zum Einsatz. Beim Campeonato Sudamericano 1953 wurde er in fünf der sechs Spiele der Verde eingesetzt, die mit einem Sieg und einem Unentschieden bei vier Niederlagen auf dem vorletzten Platz landete. Die 1:2-Niederlage gegen Paraguay bei diesem Turnier war das letzte Länderspiel Cabreras.